# Paul-Louis Ladame
Pour les articles homonymes, voir Ladame.
Paul-Louis Ladame, né le 15 juin 1842 à Neuchâtel et mort le 21 octobre 1919 à Genève, est un médecin neurologue et philanthrope suisse.

## Biographie
Fils du physicien Henri Ladame (1807-1870), il étudie la médecine à Zurich où il est l'élève de Griesinger, à  Wurzbourg et à Paris où il est influencé par Charcot. Il obtient son diplôme de médecine à Berne, en 1865, avec une thèse de doctorat intitulée (de)Symptomatologie und Diagnostik des Hirngeschwülste (symptomatologie et diagnostic des tumeurs du cerveau). Il est médecin-adjoint à l'hôpital Pourtalès de Neuchâtel de 1865 à 1866 et Médecin-chirurgien au Locle de 1866 à 1878. Durant cette période, il s'engage énergiquement dans diverses causes ayant trait à l'hygiénisme et au progrès social, militant notamment pour l'abolition des maisons de tolérance de la Chaux-de-Fonds. Intéressé par les problèmes de protection de l'enfance, il entreprend en 1879 un voyage à travers la Suisse et d'autres pays européens pour y étudier les systèmes éducatifs destinés aux orphelins. Il est directeur, en 1880, du premier orphelinat du canton de Neuchâtel à Dombresson. Il complète en outre, jusqu'en 1883, sa formation neurologique dans différents centres cliniques de Paris et de Berlin.
C'est en 1884 qu'il s'établit définitivement à Genève. Nommé Privat-docent de l'université de Genève, il y enseignera la neurologie, la psychiatrie et l'anthropologie criminelle jusqu'en 1908.
À la fin des années 1880, Ladame s'intéresse particulièrement aux applications médicales de l'hypnose et défend avec Charcot un point de vue scientifique en opposition à la tradition des magnétiseurs. Il consacre aussi une part notable de son activité à des études sur les applications médicales de l'électricité : en 1885, il est l'auteur d'un important travail de revue sur l'histoire de l'électrothérapie dans lequel il insiste sur le rôle pionnier du Genevois Jean Jallabert (1712-1768).

## Titres et distinctions
- Fondateur et président (en 1874) de la Société médicale de Neuchâtel
- Membre de la Société médicale de Genève (président en 1892)
- Membre de la Société d'histoire et d'archéologie de Genève
- Cofondateur de l'Asile des enfants abandonnés et de la Société genevoise de patronage des aliénés
- Membre correspondant étranger de l'Académie de médecine de Paris en 1916
- Président d'honneur de la Société suisse de Neurologie en 1919

## Travaux
- De la température de l'homme : recherches physiologiques et pathologiques, 1866, imp. Wolfrath et Metzner, Neuchâtel, Texte intégral.
- Les orphelinats de la Suisse et des principaux pays de l'Europe, [avec un aperçu historique], Paris, Neuchâtel, Genève, 1879.
- « Notice historique sur l'Électrothérapie à son origine. L'Électricité médicale à Genève au XVIIIe siècle. », in: Rev Med Suisse Romande, 1885; Ve année, no 10, 15 octobre 1885, p. 553-572; no 11, 15 novembre 1885, p. 625-656; no 12, 15 décembre 1885, p. 697-717.
- La responsabilité criminelle des aliénés dans l'Antiquité, au Moyen Âge et à la Renaissance
- Du Traitement électrothérapique des troubles sexuels chez l'homme, Clermont (Oise), impr. de Daix frères, 1888.
- Les possédés et les démoniaques à Genève au XVIIe siècle (1892)
- Procès criminel de la dernière sorcière brulée à Genève le 6 avril 1652, Paris, A. Delahaye et Lecrosnier, 1888    (Wikisource) (Michée Chaudron), Paris, 1888.
- (en) The Mental state of Rousseau, Revue critique.
- Une séquestration arbitraire dans la Maison des Aliénés à Genève au XVIIIe siècle
- Inversion sexuelle chez un dégénéré traitée avantageusement par la suggestion hypnotique, Impr. administrative (Melun), 1891, lire en ligne sur Gallica

En collaboration
- avec Dr Emmanuel Régis : Le régicide Lucheni : étude d'anthropologie criminelle,  A. Maloine (Paris), 1907, lire en ligne sur Gallica.